# ケモ彼!〜俺たちのBL病棟〜
『ケモ彼!〜俺たちのBL病棟〜』（ケモかれ おれたちのビーエルびょうとう）は、2015年7月に俺!プロジェクト（サンソフト）から発売されたBLゲーム・女性向け恋愛シミュレーションゲーム。
月城医大に赴任することとなったケモノ症に犯された主人公（徳川真琴）の視点で、選択したキャラクターとの恋愛が描かれる。
AppStore、Google Play、Gree、Kindle、Ameba、楽天アプリ市場などでプレイできた。
2020年3月27日に突如、すべてのサービスを2020年6月2日に終了すると発表した。

## 登場人物
徳川　真琴（とくがわ　まこと）（名前変更可）
年齢：23歳　身長：168cm　所属：外科<教授>　難しいオペも臆さず挑戦する、常に患者の事を想い行動する。三度の飯よりオペが好き。「絶対に完治させる。こんな耳なんて…！」
緋田　信長（ひだ　のぶなが）
【内臓大好き×天才医師】年齢：27歳　身長：173cm　誕生日：10月27日　所属：外科<教授>　天才すぎて血も涙もない男、患者の事を自分を勝たせるための道具としか思わないので危険な手術を好む。「君の内臓【ナカ】に触れたいんだ」
前木　慶次（まえぎ　けいじ）
【ポジティブ先輩×努力家】年齢：25歳　身長：165cm　誕生日：4月25日　所属：循環器内科<助手>　普段は見た目通りだが、いざというときは男らしい所をみせる頼れる先輩。「だ～から、見た目で判断すんなっ！俺は年上だっつーの！」
石黒　三成（いしぐろ　みつなり）
【研究一筋×ドS眼鏡】年齢：32歳　身長：182cm　誕生日：2月29日　所属：外科<講師>　優秀な外科医だがあまりオペはせずひきこもって研究ばかりしている。外科医のくせに血が苦手で手術が嫌い。「研究の邪魔です。出て行ってください」
伊達川　政宗（だてがわ　まさむね）
【院内アイドル×古風】年齢：27歳　身長：175cm　誕生日：12月31日　所属：外科<准教授>　でんさい石だがそれを鼻にかけないラフで素直な性格。麻酔医の真葉と幼馴染で何かといえば絡みに行く。「ならんよ。お前の手は、汚させない……」
真葉　幸村（さなば　ゆきむら）
【やる気ない系×お菓子】年齢：27歳　身長：177cm　誕生日：6月20日　所属：麻酔科<講師>　あまり器用な物言いではないが、面倒見がいいので先輩にも後輩にも慕われている。よくお菓子を食べている。「あー……ワリィ。聞いて無かったヨ」
明紫波　光秀（あけしば　みつひで）
【高圧的部長×元ヤン】年齢：35歳　身長：180cm　誕生日：8月15日　所属：外科<主任教授>　人の上に立ち人を導く能力を買われて院長から部長に任命されている。真葉とは下らない事ですぐケンカになる。「上司のいう事は、黙って聞くもんだぜ？」
豊白　秀吉（とよしろ　ひでよし）
【ミステリアス×関西人】年齢：27歳　身長：175cm　誕生日：1月21日　所属：外科<教授>　関西で活躍する優秀な外科医。勉強という名目で月城に来ている。緋田のライバルで緋田に対しての遠回しのイヤミを言う。「はぁ～せっかくお涙頂戴の感動の再会やのに、酷い言い方やなぁ」
浅日　長政（あさひ　ながまさ）
【ワンコ系×研修医】年齢：23歳　身長：180cm　誕生日：9月14日　所属：研修医<大学院２年>　主人公と同じ施設で育ち、共に医学を志した。好き嫌いが無いため、他の人の偏食が気になり、どうしてもお世話焼きたくなる。「拾うの手伝うよ……じゃなくて、手伝います！」
月城院長
月城医大の院長
ルベルト・ベルンシュタイン
ドイツからやってきたケモノ症治療の権威、天才医師
今河
外科の医師。信長の総回診に参加する。
別所
外科の医師。信長の総回診に参加する。

## スタッフ
- プロデューサー：ばさしの
- キャラクターデザイン：いもこ・turu・みっひ

## 動画
- 公式PV